# Шовене, Уильям
Уильям Шовене (англ. William Chauvenet, 1820—1870) — американский математик, астроном и топограф.

## Биография
Родился в семье выходца из Франции, окончил Йельский университет в 1840 году, в 1841 году был приглашен на должность профессора математики в Военно-морские силы США, служил на корабле Миссисипи, а позже принимал активное участие в создании Военно-морской академии США в Аннаполисе, Мэриленд, где прослужил до 1859 года.
В 1859 году получил приглашение Вашингтонского университета в Сент-Луисе занять должность профессора математики и астрономии. Шовене математическими выкладками подтвердил планы Джеймса Б. Идса по строительству первого моста через реку Миссисипи в Сент-Луисе. В 1862 году, в разгар Гражданской войны попечительский совет университета избрал его канцлером (ректором), на этом посту Шовене проработал до 1869 года.
Был вице-президентом Национальной академии наук, президентом Американской ассоциации содействия развитию науки, а также членом Американской академии наук и искусств и Американского философского общества.
В его честь назван кратер на Луне и два корабля американского военно-морского флота (USS Chauvenet (AGS-11) и USNS Chauvenet (T-AGS-29)). Математическая ассоциация Америки ежегодно присуждает премию Шовене, названную в его честь.